# 요시코 여왕 (1225년)
요시코 여왕(일본어: 慶子女王 よしこじょおう[*], 가로쿠 원년 (1225년) - 고안 9년 (1286년))은 가마쿠라 시대의 황족이다. 준토쿠 천황의 황녀이다.
조큐의 난 후, 사도가시마에 유배된 준토쿠 상황이 사도가시마에서 우에몬토쿠노츠보네 (후지와라노 노리미츠의 딸)과의 사이에서 처음 얻은 자녀이다. 와카를 즐겼고, 고안 9년 (1286년)에 62세의 나이로 사망했다. 사후, 시마테루대명신으로서 사당 (현재의 잇쿠 신사)이 지어졌다. 또한 생전에 고자쇼가 되었던 절은 여왕의 이름을 따서 케이쿠지(慶宮寺)로 불리며, 신사의 별당사가 되었다.

## 와카 작품
```
소나무 있으면 사도가시마 되는 카라사키 혹여나 히죽히죽 쳐다보았으면
松あれば佐渡ヶ島なる辛崎（からさき）もしかすがにこそ見まくほしけれ

```